# 索罕·索罕
索罕·比萨拉·索罕（阿拉伯语：سرحان بشارة سرحان，罗马化：Sirḥān Bišāra Sirḥān，1944年3月19日—）是一名巴勒斯坦籍的基督教恐怖主義分子，1968年6月5日在美國加利福尼亚州洛杉矶的大使酒店刺杀了美国参议员羅伯特·弗朗西斯·甘迺迪，甘迺迪次日在好撒玛利亚人医院去世。索罕被判定犯有谋杀罪並被判處无期徒刑。此後索罕被關押在加利福尼亚州聖迭戈縣的理查德·多诺万惩教所服刑。
索罕出生于耶路撒冷的一个巴勒斯坦基督徒家庭，他在那里的一所信義宗学校上学。1989年，他曾向大卫·弗罗斯特透露他刺殺羅伯特·弗朗西斯·甘迺迪的動機是因為羅伯特支持以色列，羅伯特主張派遣50架轰炸机前往以色列，索罕認為這樣做會伤害到巴勒斯坦人。